# Karl Nehammer
Karl Nehammer (n. 18 octombrie 1972, Viena, Austria) este un om politic austriac membru al ÖVP, care a devenit cancelar al Austriei la 6 decembrie 2021. Anterior a fost ministru de interne din 2020 până în 2021, secretar general al ÖVP din 2018 până în 2020 și membru al Consiliului Național din 2017 până în 2020.